# Blanc-de-Chine

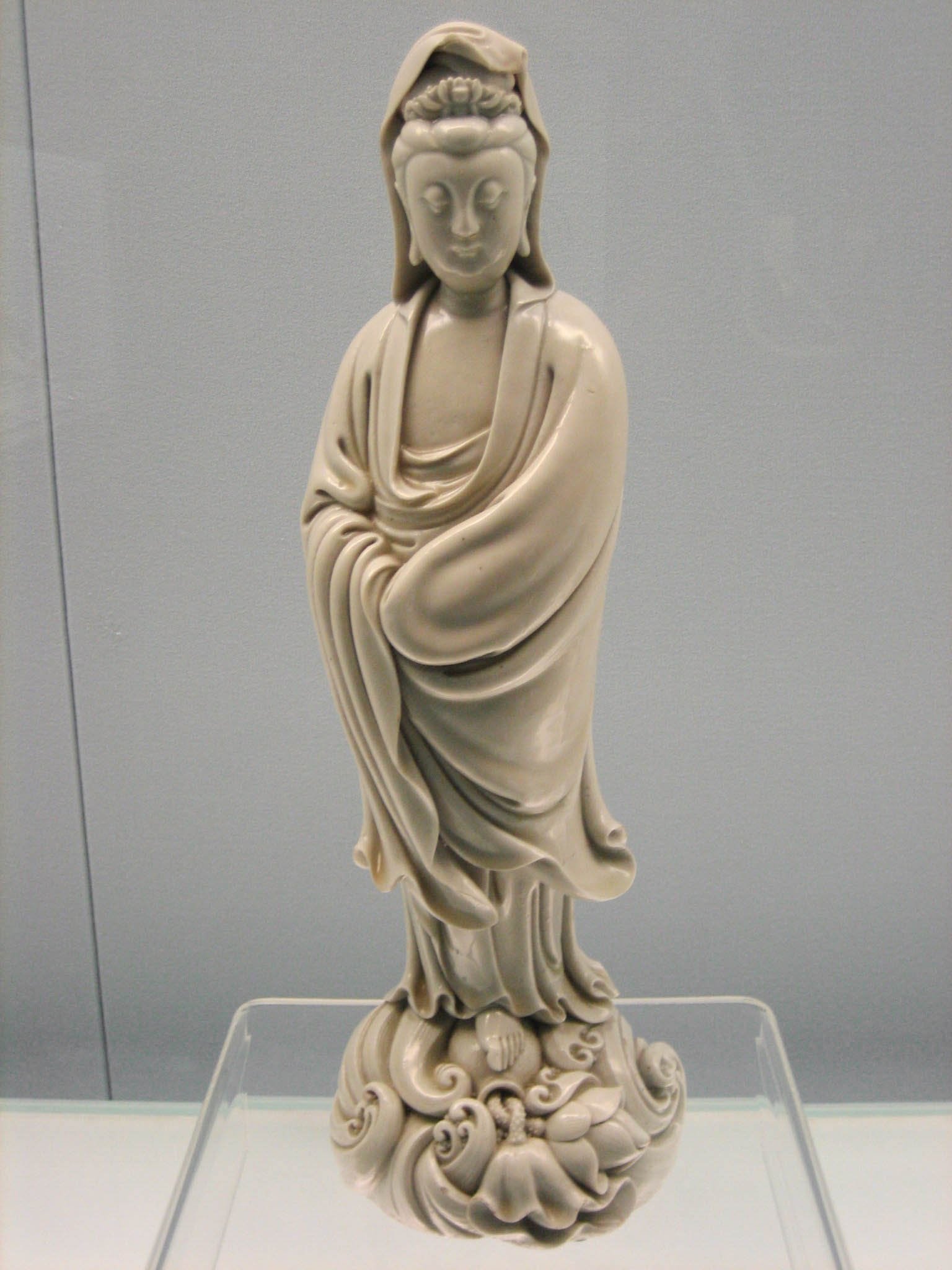
Statyett i Blanc-de-Chine av Guanyin från Mingdynastin.

Blanc-de-Chine, en sorts kinesiskt porslin, vanligen vitt och eller ljusgrå och tillverkat i Dehua i Fujian provinsen. Porslinet är i Europa känd från Mingdynastin (1368-1644) till idag. Arkeologer upptäckte ugnar som troligtvis användes för att bränna porslin från Songdynastin kring Dehua.
Godsen utgörs av koppar, bordsserviser, figuriner med mera. Blanc-de-Chine exporterades till Europa med ostindiefararna, och kopierades under 1700- och 1800-talen. I Dehua etablerades ett forskningsinstitut som är specialiserad på keramik, ett konstnärligt sällskap för keramik och flera konstskolor som bevarar traditionen.
Porslinets vita färg beror främst på hög andel av kaolin. Ofta dekoreras porslinet med gravyrer eller med blå färg. Typiska motiv är blommor och fåglar. Skulpturer som föreställer människor kan vara mellan 9 centimeter och 1,5 meter höga.